# Julieta Granada

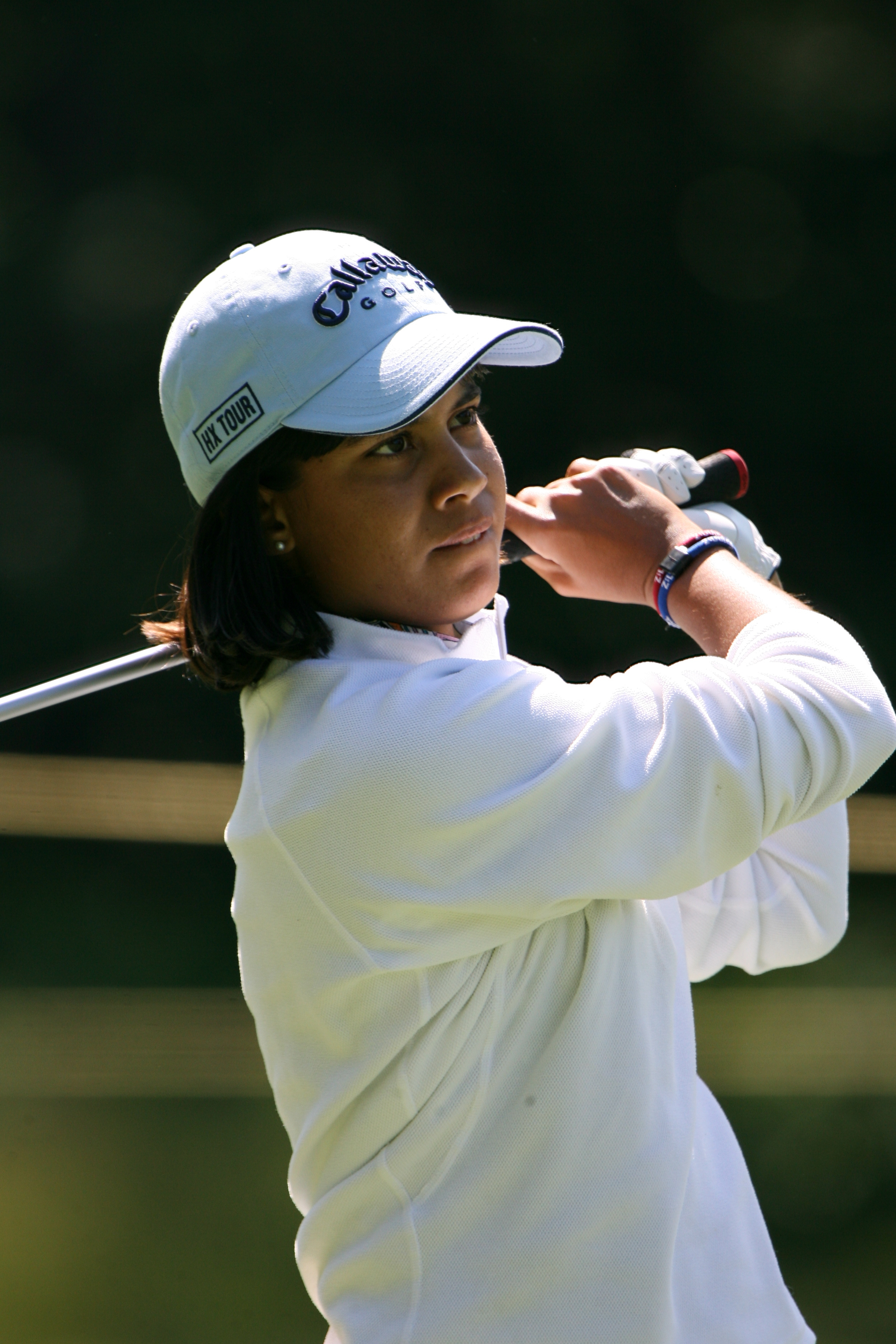
Julieta Granada

Julieta Granada (* 17. November 1986 in Asunción) ist eine paraguayerische Profigolferin auf der US-amerikanischen LPGA Tour und der Ladies European Tour.

## Amateur-Karriere
Granada zog 2001 im Alter von 14 Jahren mit ihrer Mutter in die Vereinigten Staaten, nachdem sie ein Stipendium für die David Leadbetter Golf Academy in Bradenton, Florida, erhalten hatte. Während ihres Studiums errang sie zahlreiche Junioren-Amateur-Titel. Von 2001 bis 2004 wurde sie in das American Junior Golf Association All-America Team berufen und war 2004 Spielerin des Jahres der AJGA, als sie die U.S. Girlsʼ Junior Championship gewann. Granada machte 2005 ihren Abschluss an der Pendleton School, einer Privatschule, die ausschließlich für Schüler der Leadbetter Academy und anderer IMG-Sportakademien eingerichtet wurde.

## Berufliche Laufbahn
Granada wurde im Juni 2005 im Alter von 18 Jahren Profi und nahm im Sommer an der Future-Tour teil, zu der sie in der Mitte der Saison stieß. Sie belegte bei ihrem ersten und sechsten Turnier den zweiten Platz und gewann ihren ersten Profi-Titel beim YWCA Futures Classic Ende August in York, Pennsylvania. Granada gewann 29.153 Dollar bei neun Futures-Tour-Turnieren und belegte damit den siebten Platz auf der Geldrangliste 2005, was sie in die Endrunde des LPGA-Qualifikationsturniers im Dezember brachte. Bei dem Fünf-Runden-Turnier belegte sie den sechsten Platz und erhielt damit ihre LPGA-Karte für 2006.
In ihrer ersten Saison auf der LPGA Tour belegte sie den 19. Platz der Geldrangliste 2006, als sie im November in die LPGA-Playoffs beim ADT einstieg, die die Saison abschlossen. Sie gewann die letzte Runde des Ausscheidungsturniers in Florida und sicherte sich damit das erste Preisgeld in Höhe von 1 Million Dollar im Damengolf und kletterte auf den vierten Platz der Geldrangliste. Ende 2008 besuchte Granada die Qualifikationsschule für die Ladies European Tour (LET) und spielt seitdem auf der LGPA- und der LET-Tour.
Granada gewann die Goldmedaille bei den Südamerikanischen Spielen 2014 und die Bronzemedaille bei den Panamerikanischen Spielen 2015. Sie war Fahnenträgerin für Paraguay bei den Olympischen Sommerspielen 2016, wo sie den 44. Bei den Panamerikanischen Spielen 2019 gewann sie die Silbermedaillen im Einzelwettbewerb der Frauen und im Mixed-Team-Wettbewerb.